# سووبودا (استان دوبریچ)
سووبودا (به بلغاری: Svoboda) یک منطقهٔ مسکونی در بلغارستان است که در شهرستان دوبریچکا واقع شده‌است.